# Deutsche Botschaft Tripolis
Die Deutsche Botschaft Tripolis ist die offizielle diplomatische Vertretung der Bundesrepublik Deutschland im Staat Libyen.

## Lage und Gebäude
Die Botschaft ist in acht Räumen des früheren 5-Sterne Hotels „Peacock Hotel and Resort“ untergebracht. Die Adresse lautet: Peacock Compound 218, Second Ring Tajoura Bivio Tripolis, Libyen.
In dem Anwesen ist auch die Botschaft der Niederlande und das zum Minenräumen eingesetzte Kontingent der italienischen Streitkräfte untergebracht.
Das frühere Botschaftsgebäude war im Juli 2014 aufgegeben worden (siehe unten).

## Auftrag und Organisation
Die Botschaft Tripolis hat den Auftrag, die bilateralen Beziehungen zum Gastland Libyen zu pflegen, die deutschen Interessen gegenüber der libyschen Regierung zu vertreten und die Bundesregierung über Entwicklungen im Gastland zu unterrichten.
Sie ist angesichts der innenpolitischen Lage Libyens nur mit einem vorläufigen Mitarbeiterstab ausgestattet. Das Rechts- und Konsularreferat arbeitet von der Botschaft Tunis aus.

## Geschichte
Die ehemalige Kolonie Italiens wurde nach einer zeitweisen Verwaltung durch einen Hohen Kommissar der Vereinten Nationen am 24. Dezember 1951 unabhängig. Die Bundesrepublik Deutschland eröffnete am 3. Juni 1955 eine Gesandtschaft in Tripolis, die am 5. Juni 1961 in eine Botschaft umgewandelt wurde.
Die DDR war seit 1965 durch einen offiziellen „Regierungsbeauftragten“ in Tripolis vertreten. Nach Aufnahme der diplomatischen Beziehungen mit Libyen am 11. Juni 1973 wurde eine Botschaft eröffnet, die mit dem Beitritt der DDR zur Bundesrepublik Deutschland 1990 geschlossen wurde.

### Zeitweise Verlagerung nach Tunis
Ohne dass die Botschaft offiziell geschlossen worden wäre, musste das Personal im Juli 2014 wegen des Bürgerkriegs im Land nach Tunesien evakuiert werden. Während der provisorischen Unterbringung in der Botschaft Tunis wurde die beobachtende und analysierende Tätigkeit fortgesetzt; operativ eingesetzte Mitarbeiter wurden hingegen abgezogen. Ab 2018 fanden wieder regelmäßige Reisen von Botschaftsmitarbeitern nach Libyen statt. Seit dem Ende der Kampfhandlungen im Juni 2020 waren sie in der Regel für eine Woche pro Monat vor Ort in Tripolis. Im September 2021 eröffnete Bundesaußenminister Heiko Maas die Botschaftsräumlichkeiten in Tripolis und führte aus, die Eröffnung solle auch als Signal an die Libyer verstanden werden, dass Deutschland Vertrauen in den laufenden Friedensprozess hat.